# Gary LeVox
Gary Wayne Vernon Jr., é um cantor e compositor americano, mais conhecido por ter sido vocalista da banda Rascal Flatts até seu fim em 2021. O seu nome artístico significa "A Voz", brincadeira feita por seus produtores com relação ao potencial musical de Gary.
Após a o fim da banda Rascal Flatts, LeVox começou a trabalhar em músicas solo, tendo então lançado seu EP de estreia One on One em 21 de maio de 2021 e o single "Get Down Like That" em 25 de agosto de 2022.

## Discografia
Rascal Flatts
- Rascal Flatts (2000)
- Melt (2002)
- Feels Like Today (2004)
- Me and My Gang (2006)
- Still Feels Good (2007)
- Unstoppable (2009)
- Nothing Like This (2010)
- Changed (2012)
- Rewind (2014)
- The Greatest Gift of All (2016)
- Back to Us (2017)
- How They Remember You (2020) (EP)

Álbuns solo
- One on One (2021) (EP)